# David A. Wiley
David A. Wiley ist Gründer und Chief Academic Officer von Lumen Learning, einem Anbieter von Online-Kursen und Studiengängen, die sich auf freie Lernmaterialien stützen. Er ist Mitglied bei Creative Commons und Lehrbeauftragter für Instruktionspsychologie und Technologie an der Brigham Young University, an der er zuvor eine außerordentlich Professur innehatte. Wileys Arbeiten zu Freien Inhalten, Open Educational Resources und informellen online learning communities ist vielfach international rezipiert worden, darunter The New York Times, The Hindu, MIT Technology Review, and WIRED. Wiley war zuvor auch ein Mitglied des Beraterstabs der University of the People.

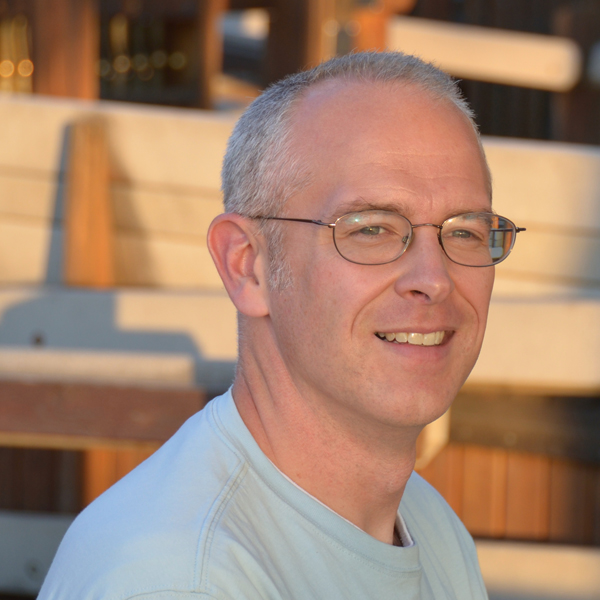
David A. Wiley, 2012

## Bildung und Karriere
David A. Wiley stammt aus Barboursville (West Virginia), wo er von 1987 bis 1990 zur Barboursville High School ging. Von 1993 bis 1997 studierte er an der Marshall University in Huntington, wo er einen Bachelor of Fine Arts im Bereich Musik erwarb. Er promovierte im Bereich Instruktionsdesign und Technologie 2000 an der Brigham Young Universität Universität in Provo, Utah, einer konfessionellen Universität im Besitz der Kirche Jesu Christi der Heiligen der Letzten Tage.
Im Jahr 1998 initiierte Wiley das „Open Content Project“, um evangelikalen Open content als Open Publication License zu lizenzieren. Im Jahr 2003 gab Wiley bekannt, das Open Content Project habe als Nachfolger Creative Commons, bei dem er sich als „Director of Educational Licenses“ betätigte.
Er war ebenso Chief Openness Officer der Flat World Knowledge im Jahr 2007, Gründer der Open High School of Utah, und Associate Professor für Instructional Technology und Gründer und Director des Center for Open and Sustainable Learning (COSL) an der Utah State University. Er erhielt den National Science Foundation's CAREER award und war Nonresident Fellow am Center for Internet and Society an der Stanford Law School. Das amerikanische Wirtschaftsmagazin Fast Company listete Wiley an Position 78 in einer Liste der „100 kreativen Menschen für 2009“. Wiley wurde im Jahr 2012 ebenfalls ernannt als Peery Social Entrepreneurship Fellow an der BYU Marriott School of Business.

## Veröffentlichungen
- Connecting learning objects to instructional design theory[18] D Wiley, 2000
- Instructional use of learning objects[19] (D Wiley, 2000)
- Learning object design and sequencing theory[20] (D Wiley, 2000)
- Learning objects[21] (D Wiley, 2001)
- Using weblogs in scholarship and teaching[22] (T Martindale, DA Wiley, 2004)
- Online Self-organizing Social Systems[23] (DA Wiley, EK Edwards, 2002)
- Exploring research on internet-based learning: From infrastructure to interactions[24] (JR Hill, D Wiley, LM Nelson, S Han, 2004)
- Open content and open educational resources: Enabling universal education[25] (T Caswell, S Henson, M Jensen, D Wiley, 2008)
- On the sustainability of open educational resource initiatives in higher education[26] (D Wiley, 2006)
- A non-authoritative educational metadata ontology for filtering and recommending learning objects[27] (MM Recker, DA Wiley)